# Квадрат (геральдика)
Квадрат - у геральдиці форма хреста, центр якого має форму квадрату. 

Квадратний хрест
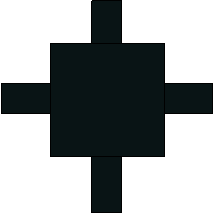
Квадратний хрест
Квадратний гаммадіон
Андріївський квадрат
Хрест святого Чада
Хрестовий патте-квадрат
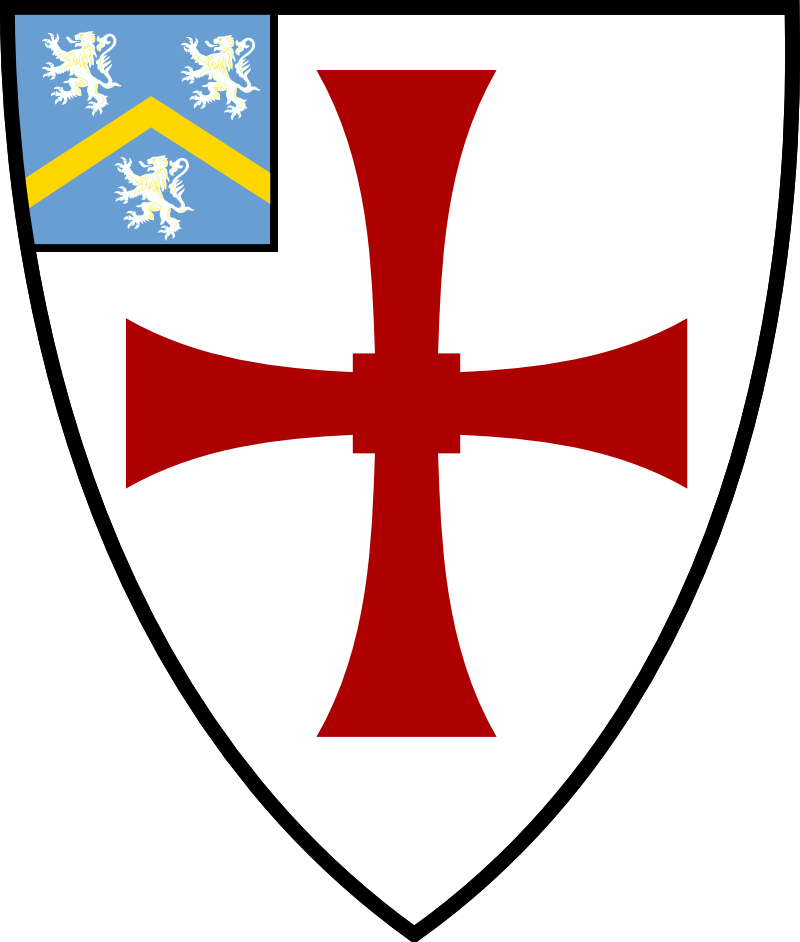
Герб Даремського університету.
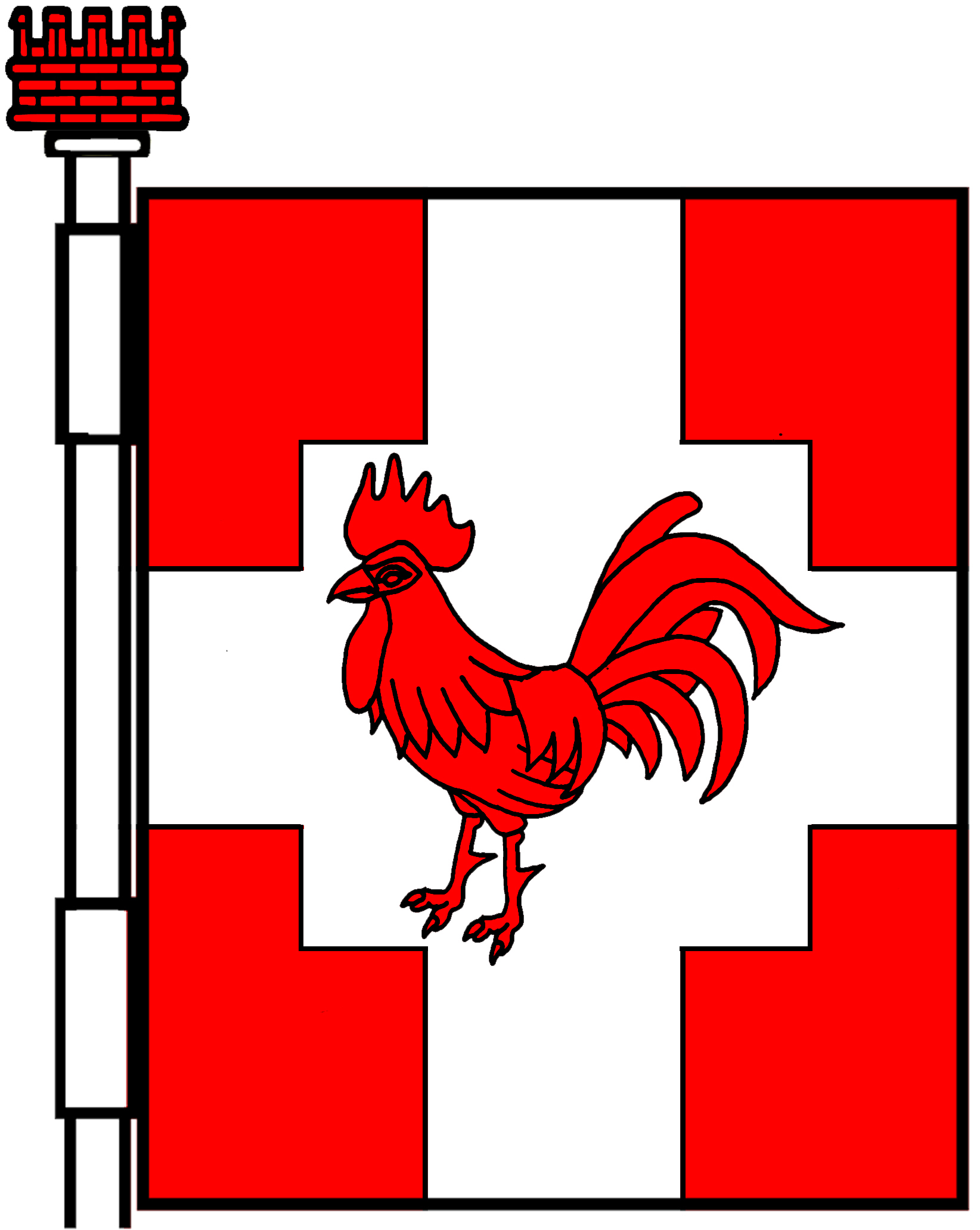
Прапор міста Маркінч, Шотландія
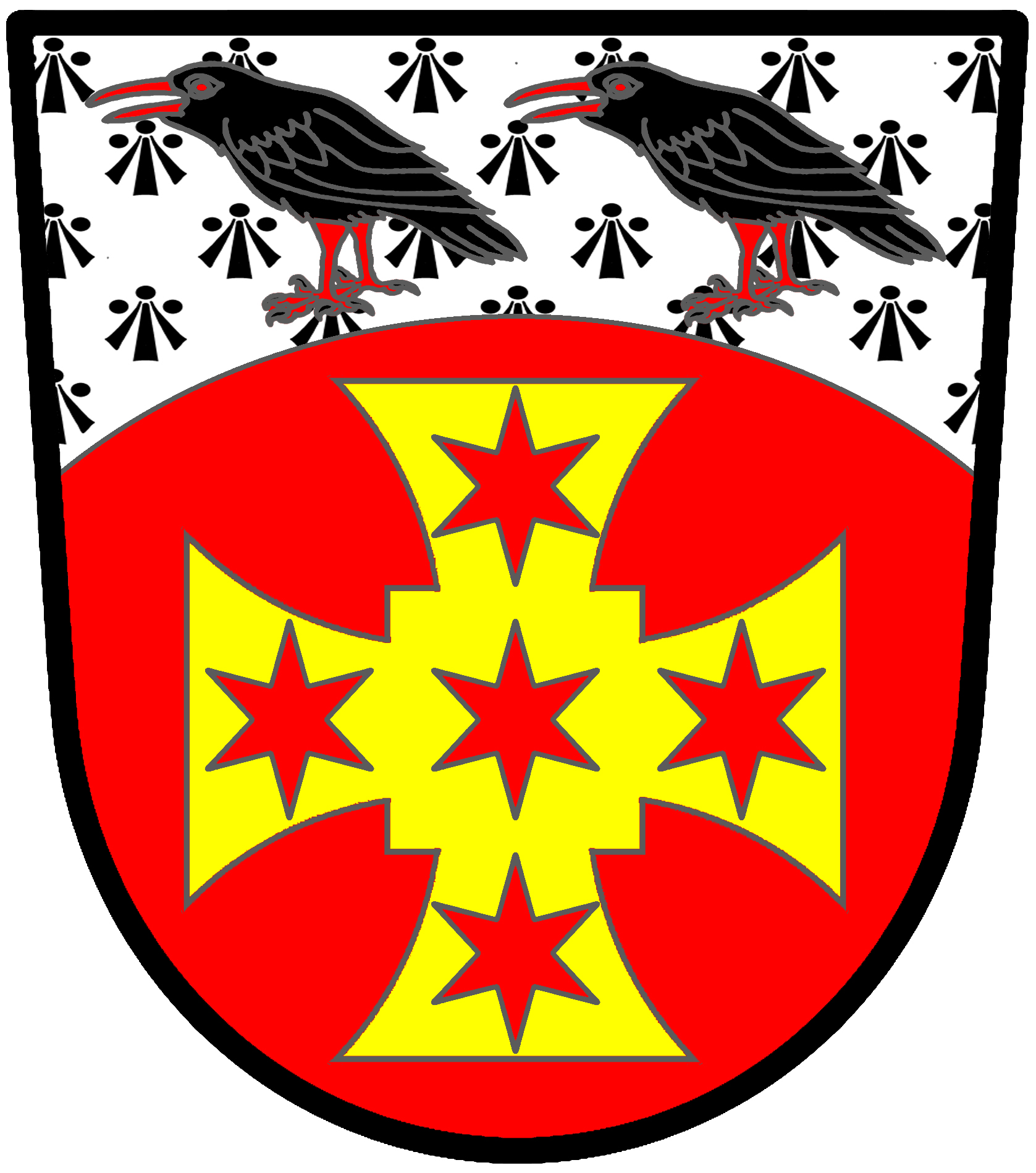
Віккерс, Англія

Лише певні порядки зазвичай показані квадратом: хрест, стовп і балка - але не, наприклад, бордюр чи шеврон. 
Андріївський хрест має квадрат у формі має ромбу: 

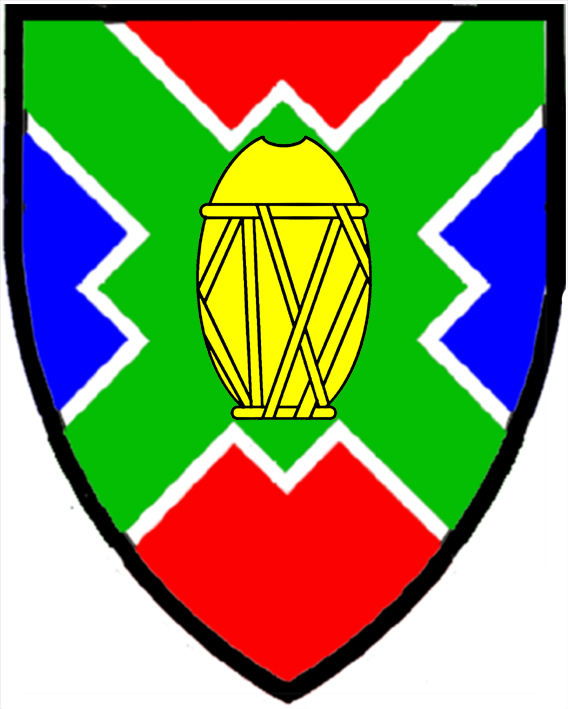
Герб Північно-Західної провінції, Південно-Африканська Республіка

## Зовнішні посилання
- Колишні герби [Архівовано 21 Лютого 2020 у Wayback Machine.] сільської районної ради Фрібридж Лінн, показуючи хрестовий квадрат.
- Колишні герби [Архівовано 21 Лютого 2020 у Wayback Machine.] міської районної радиКаннока, мають хрестоподібний квадрат.